# A.S. Handball Albatro Siracusa 2013-2014

## Stagione
L'Albatro Teamnetwork Siracusa partecipa nella stagione 2013-2014 al campionato di Serie A1. Al termine della stagione regolare, otterrà la salvezza mediante play-out.

## Rosa
| N° | Naz.                            | Ruolo | Sportivo            | Anno |  |  |
| -- | ------------------------------- | ----- | ------------------- | ---- |  |  |
| 32 | Italia (bandiera)               | P     | Alessandro Vasquez  | 1981 |  |  |
| 32 | Italia (bandiera)               | P     | Angelo Mincella     | 1976 |  |  |
| 70 | Bosnia ed Erzegovina (bandiera) | P     | Dinko Dedovic       | 1992 |  |  |
| 8  | Italia (bandiera)               | T     | Mattia Calvo        | 1990 |  |  |
| 9  | Italia (bandiera)               | A     | Perpaolo Ragusa     | 1978 |  |  |
| 11 | Italia (bandiera)               | A     | Andrea Calvo        | 1987 |  |  |
| 23 | Italia (bandiera)               | PV    | Luca Greco          | 1985 |  |  |
| 24 | Italia (bandiera)               | A     | Gabriele Di Stefano | 1991 |  |  |
| 25 | Italia (bandiera)               | A     | Roberto Conigliaro  | 1984 |  |  |
| 77 | Argentina (bandiera)            | T     | Luciano Brancaforte | 1990 |  |  |

- Allenatore: Giuseppe Vinci